# اپیریزول
اپیریزول (انگلیسی: Epirizole) یک داروی ضد التهابی غیر استروئیدی است.